# 狭叶尖头叶藜
狭叶尖头叶藜（学名：Chenopodium acuminatum sp. virgatum）为藜科藜属下的一个亚种。

## 扩展阅读
- 維基物種上的相關：狭叶尖头叶藜